# Bruno Cassirer
Pour les articles homonymes, voir Cassirer.
Bruno Cassirer (1872-1941) est un éditeur, galeriste et éleveur de chevaux allemand.

## Biographie
Bruno Cassirer est le deuxième enfant de Julius (1841-1924) et Julcher Cassirer (1844-1924). Julius est cofondateur avec son frère Louis (1839-1904) de la Dr. Cassirer & Co. Kabelwerke Berlin-Spandau, une entreprise spécialisée dans la câblage électrique. La fortune de Julius est estimée en 1912 à près de 4 millions de marks. Il possédait une collection de peintures modernes, dont Rue de Saint Honoré de Camille Pissarro (collection Thyssen-Bornemisza, Madrid).
Bruno est diplômé du Leibniz-Gymnasium de Berlin en 1890.
Avec son cousin Paul Cassirer, il inaugure le 20 septembre 1898 à Berlin la Bruno & Paul Cassirer, Kunst- und Verlagsanstalt, à la fois maison d'édition et galerie d'art, située dans l'ancienne Viktoriastrasse 35, près de Kemperplatz. Les deux fondateurs de la maison d'édition n'étaient pas seulement des cousins, mais aussi beaux-frères, car Bruno épousa la sœur de Paul, Else (1873-1943).
Bruno et Paul se rapprochent de la Berliner Secession dès 1898. Ils sont nommés secrétaires de l'association. Leur première exposition porte sur les travaux de Max Liebermann, auxquels sont adjointes des pièces d'Edgar Degas et de Constantin Meunier. Ils commencent à se faire un nom sur le marché de l'art berlinois. Durant les trois années suivantes, les cousins Cassirer se fixent comme objectif principal de mieux faire connaître les artistes allemands postimpressionnistes auprès du public. À cette fin, les cousins se sont concentrés sur les œuvres de Max Slevogt, Liebermann et Lovis Corinth, qui représentaient à leurs yeux l’avant-garde artistique de l’Allemagne.
Le 30 août 1901, les deux associés se séparent : Paul conserve la galerie et le commerce d'art, tandis que Bruno récupère la maison d'édition, et déménage sur la Derfflingerstrasse 15 à Berlin-Tiergarten. Bruno Cassirer démissionne de ses fonctions auprès la Sécession berlinoise, tandis que Paul en reste membre et devient en 1912 président de l'association. Cependant, Bruno continue à soutenir moralement celle-ci par le biais d'un périodique, Kunst und Künstler, fondé en 1902, et confié au critique d'art Karl Scheffler.
Les premières années, Bruno se concentre sur l'édition d'auteurs russes dont il avait les droits, tels que Dostoievski, Maxime Gorki et Tolstoï. On compte ensuite de nombreux essais sur l'art, l'architecture, les arts appliqués ainsi que des reprints d'anciennes éditions illustrées de gravures sur bois, comme la Biblia pauperum. Il a publié sept essais de son cousin, le philosophe Ernst Cassirer. Il a également publié des romans contemporains, dont certains textes de Robert Walser et Christian Morgenstern. En 1933, la fusion avec l'éditeur S. Fischer Verlag échoue car l'arrivée du nazisme compromet la liberté d'action de Bruno Cassirer. En 1936, il publie son dernier livre et se voit totalement interdit d'exercer sa profession par le régime nazi, étant de confession juive.

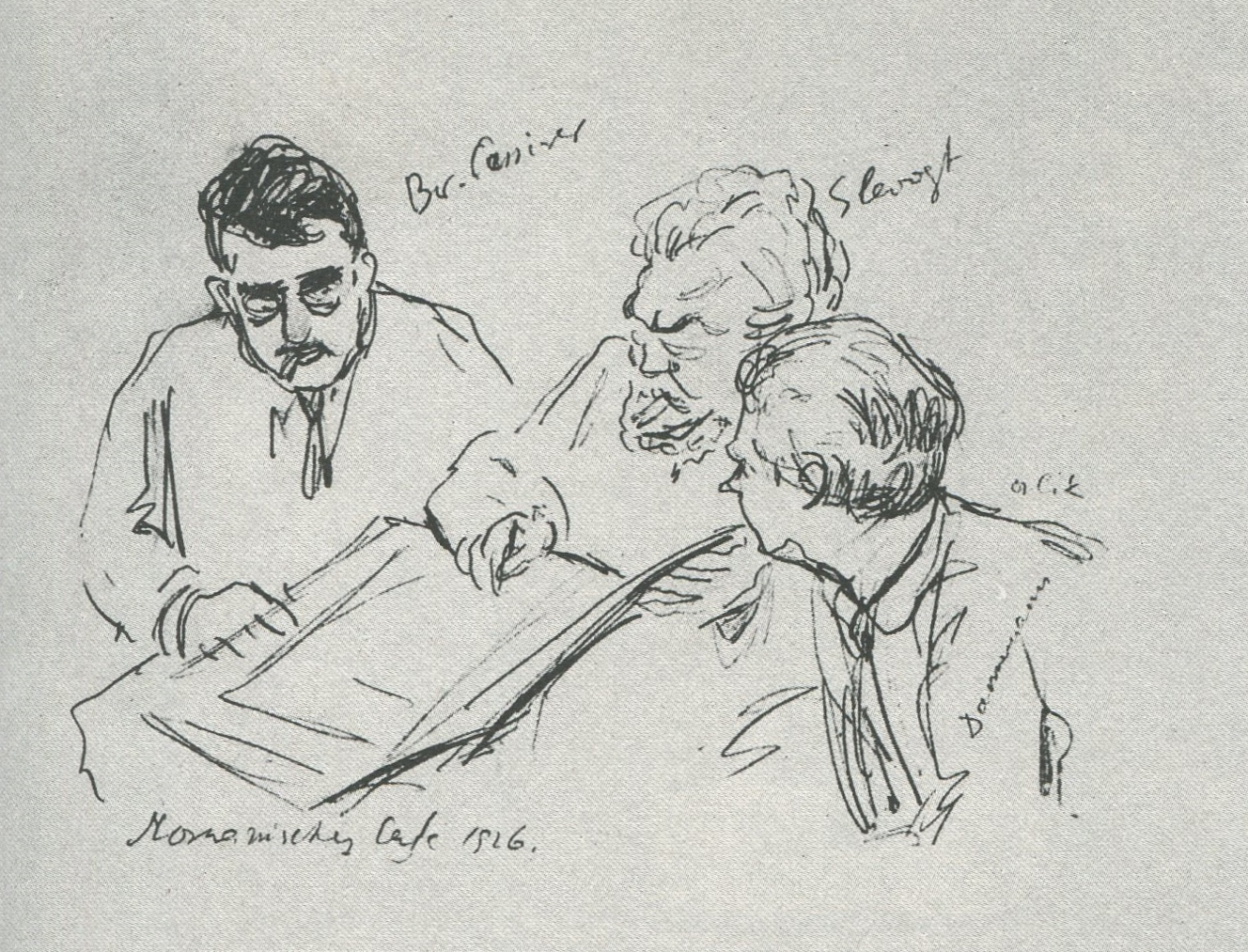
B. Cassirer, Max Slevogt et Hans Dammann au Romanisches Café en 1926, dessin d'Emil Orlík.

Depuis 1899, Cassirer se passionnait pour les chevaux. De 1931 à 1933, il dirigea un haras, le Gestüt Lindenhof. En 1934, son ami et associé Charlie Mills (1888-1972) reprend ses activités de façon officielle, tandis que Bruno continuait de gérer en sous-main le haras. Mills remporte de prix d'Amérique à Paris cette année-là sur un cheval élevé par Bruno, appelé Walter Dear.
La famille Cassirer trouve refuge à Oxford en 1938, où le gendre de Bruno Cassirer, Günther Hell (devenu George Hill), fonde la société B. Cassirer Publishing Ltd. Les premiers livres en anglais comprenaient la correspondance entre Edgar Degas et Paul Cézanne, et l'édition de Noa-Noa de Paul Gauguin ; on compte aussi le catalogue raisonné reproduisant l'ensemble des gravures de Francisco Goya. Cette maison fait aujourd'hui partie du groupe Faber and Faber.
Bruno Cassirer meurt le 29 octobre 1941 à Oxford.